# Арапов, Афанасий Яковлевич
Афанасий Яковлевич Ара́пов (1889 — не ранее 1937, Швейцария) — есаул Белого движения, был ответственным за архив атамана А. И. Дутова (1921), первый атаман Оренбургской казачьей Дальневосточной станицы (1922—1927).

## Биография
Афанасий Арапов родился около 1889 года: точно известно, что по состоянию на 5 августа 1937 года ему исполнилось 48 лет. К началу Гражданской войны, в 1918 году, Афанасий имел чин подхорунжего «иррегулярной кавалерии»; в конце августа 1918 года он стал прапорщиком, с формулировкой за «боевые отличия» и со старшинством с конца июня того же года. Позже Арапов был представлен к производству в хорунжии (1918). В период между 1919 и 1921 годом он получил погоны казачьего подъесаула, а затем был произведён в есаулы.
Весной 1918 года Афанасий Яковлевич состоял в должности атамана станицы Красногорской первого военного отдела Оренбургского казачьего войска — продолжал быть на этом посту и в июле. В начале апреля он принял участие в набеге казаков на столицу края — город Оренбург. Всё в том же, 1918, году Арапов оказался в Левобережном партизанском казачьем отряде — к концу июля он стал командиром партизанского отряда. Воевал на Самаро-Уфимском фронте.
В сентябре-октябре 1918 года Афанасий Яковлевич участвовал в работе Третьего чрезвычайного войскового круга Оренбургского войска: в Оренбург он приехал в качестве депутата от станицы Красногорской. Арапов становился делегатом войскового круга и в 1919 году. В 1921 году он оказался в личном отряде атамана А. И. Дутова: в начале февраля он был назначен начальником хозяйственной части отряда. А. Я. Арапов и хорунжий А. Г. Готин стали ответственными за сохранность документов после гибели атамана — вскоре оба «ответственных» оказались в китайской тюрьме и что конкретно произошло в дальнейшем с архивом на сегодняшний день неизвестно.
В борьбе за власть, развернувшейся в отряде Дутова после смерти командира, Арапов стал сторонником отца Ионы (Покровского) — выступил против полковника Тихона Гербова, формально возглавившего отряд с 1921 года. Следующий командир отряда — Александр Ткачёв — обвинял подъесаула Арапова и хорунжия Готина в совершении «проступков против дисциплины». Пользуясь тем, что финансы всего отряда находились на его личном банковском счёте, Афанасий Яковлевич ставил ультиматумы начальству: в частности, таким образом он удалил из дутовского отряда подъесаула Николая Щёлокова. Арапов формировал в городе Мазаре личный отряд офицеров в 400 человек, так называемых «араповцев» — был предан военно-полевому суду.
В самом конце декабря 1921 года Афанасий Арапов был освобожден из тюрьмы и зачислен в Оренбургский 1-й казачий полк. Уже в начале февраля 1922 года он был исключен из дутовского отряда. С 1922 по 1927 (а, возможно, что и по 1937) год Арапов был первым атаманом Оренбургской казачьей Дальневосточной станицы в китайском Харбине. По состоянию на 1937 год он был членом станицы Яблонской в Маньчжурии. По некоторым данным, Афанасий Яковлевич Арапов умер в эмиграции в Швейцарии.